# Ceracis furcatus
Ceracis furcatus is een keversoort uit de familie houtzwamkevers (Ciidae). De wetenschappelijke naam van de soort werd in 1791 gepubliceerd door Louis Augustin Guillaume Bosc.